# The History of Pompey the Little; or, The Life and Adventures of a Lap-Dog

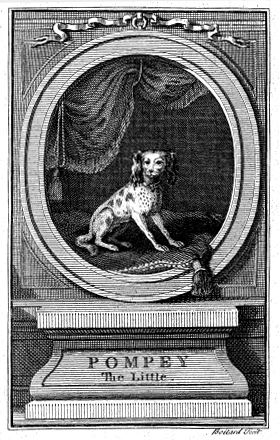
Frontispiz, Francis Coventry: The History of Pompey the Little. Radierung von Louis Boitard, 2. Auflage. 1752

The History of Pompey the Little; or, The Life and Adventures of a Lap-Dog ist ein satirischer Roman des englischen Schriftstellers Francis Coventry, der 1751 erstmals veröffentlicht wurde. Darin karikierte Coventry aus der Perspektive eines Schoßhündchens die englische Gesellschaft seiner Epoche.

## Inhalt
Der Titelheld, Pompey, ein Zwergspaniel, wird als Sohn des Julio und der Phyllis 1735 in Bologna geboren, „a place famous for lap-dogs and sausages“, sprich einem Platz, der berühmt für Schoßhunde und Würstchen bei seinen Zeitgenossen war. Bereits in frühen Jahren wird Pompey von seinem ursprünglichen Heim, dem Boudoir einer italienischen Dame, durch Hillario entführt, indem er vorgibt, den Hund als Erinnerung an ihre gemeinsame Liebe zu benötigen. Hillario, ein englischer Gentleman, der berüchtigt für seine galanten Abenteuer ist, bringt den Hund schließlich nach London. Dort benutzt er dessen Niedlichkeit, um bei den Edeldamen Aufmerksamkeit zu erregen, und erzählt ihnen eine tränenrührige Geschichte darüber, wie er zu dem Hund kam.
Der Rest der Geschichte ist eine regelrechte Verkettung sozialer Episoden, bei der jede einzelne Episode mit einem Ereignis abschließt, durch das Pompey das Eigentum einer neuen Persönlichkeit wird. Dadurch findet sich der Leser in dutzende aufeinanderfolgende Szenen involviert, die stets stark mit den vorangegangenen kontrastieren. Dabei erzählt Francis Coventry nur so viel, wie der Leser wissen muss, um nicht seine Aufmerksamkeit zu verlieren, und macht dabei den Übergang von Szene zu Szene plausibler.

## Publikationsgeschichte und Rezeption

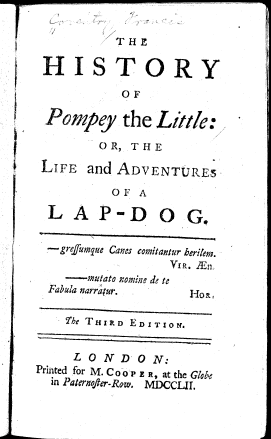
Titel: Francis Coventry. The History of Pompey the Little. 2. Auflage. 1752

Am Magdalen College, Cambridge, wo er ab 1746  studierte, lernte Coventry den Dichter Thomas Gray kennen und präsentierte ihm eine nicht erhaltene Komödie, die die Basis für Pompey the Little liefern sollte. Einen Großteil des späteren Werks verfasste Coventry in Cambridge.
Das Werk erlebte noch zu Lebzeiten Coventrys drei Auflagen und war beim Publikum beliebt. Um 1800 existierten bereits acht autorisierte Auflagen und zwei unrechtmäßige „Piratenkopien“. In einer Epoche, in der aus heutiger Sicht vergleichsweise geringe (Erst)auflagen für eine ebenso kleine potenzielle Leserschaft kreiert wurden und hohe Veröffentlichungskosten aus Büchern ein Luxusgut machten, solange es nicht wie in Amsterdam als Paperback-Raubdruck gedruckt wurde, war Pompey the Little außerordentlich erfolgreich:
„The discovery of the authorship made Coventry a nine-days' hero, while his book went into a multitude of editions. It was one of the most successful 'jeux d'esprit' of the eighteenth century.“
Dabei unterschieden sich die Ausgaben zum Teil recht deutlich voneinander, da die späteren Herausgeber die bei Coventry noch verschlüsselten Namen der feinen Damen und Herren gewissermaßen freigaben oder die Betitelung der Kapitel veränderten. So waren die ersten Veränderungen in der 5. Auflage von 1773 derart vielschichtig, dass die ersten Rezensenten davon absahen sie im Einzelnen aufzuführen. Da Lady Montagu bereits zu Lebzeiten Coventrys darauf verwiesen hatte, dass die Beschreibungen der Lady Tempest und der Lady Sophister ab Kapitel 4 sie selbst und Lady Oxford porträtierten, ging man in der Folge davon aus, dass hinter jedem beschriebenen Charakter eine real existierende historische Persönlichkeit stecken würde.
Dabei ist der Roman ein Produkt einer Übergangsperiode  in der Entwicklung des Romans, als man dieses literarische Genre zwar als den Höhepunkt der modischen Kunstentwicklung ansah, aber auch individualisierte Romane trotz der gleichzeitigen großen Erfolge, die Werke von Samuel Richardson (Pamela, 1740; Clarissa, 1748/49), Henry Fieldings (Joseph Andrew, 1742; Tom Jones, 1749), Sarah Fielding (The Adventures of David Simple, 1744), Tobias Smollet (Roderick Random, 1748; Peregrine Pickle, 1751), Lawrence Sterne (Life and Opinions of Tristram Shandy Gentleman, 1759/67) oder Charlotte Lennox (The Female Quixote, 1751) in der Mitte des 18. Jahrhunderts zu verzeichnen hatten, in der Verkennung der späteren Entwicklung als vorübergehende Modeerscheinung ansah. In der zweiten Hälfte des 18. Jahrhunderts „schwillt die Flut der Romanprosa unablässig an, bis sie so reißend wird, daß der Verstand des einzelnen sie nicht mehr bewältigen kann. Schon Ende des 18. Jahrhunderts ist die Entwicklung allzu verschiedenartig, als daß sie sich mühelos schildern ließe.“
In England wurde Pompey nach der Auflage von 1824 erst wieder im Jahr 1926 nachgedruckt.
Johann Friedrich Jünger übersetzte auch diesen englischen Erfolgstitel der Mitte der 1750er Jahre über 30 Jahre später unter dem Titel Der kleine Cäsar erstmals direkt ins Deutsche. Es existiert zwar noch eine frühere deutsche Fassung, die jedoch auf einer bereits bearbeiteten französischen Übersetzung des Originals durch  François-Vincent Toussaint von 1752 beruhte. In seinem Vorwort äußerte sich Jünger herablassend über diese Vorgehensweise, gab aber seinerseits zu, dass seine Arbeit mehr eine Überarbeitung als eine Übersetzung sei. Dies macht sich bereits in seiner Titelwahl bemerkbar, denn korrekter wäre als titelgebender Name derjenige des Gnaeus Pompeius der Jüngere gewesen, der sich jedoch wohl augenscheinlich wegen der geringeren Popularität nicht gegen den des Gaius Iulius Caesar durchsetzen konnte. Damit unterschied sich diese Übersetzung bereits vom Titel her von allen anderen europäischen Übersetzungen.

## Interpretation und Einordnung

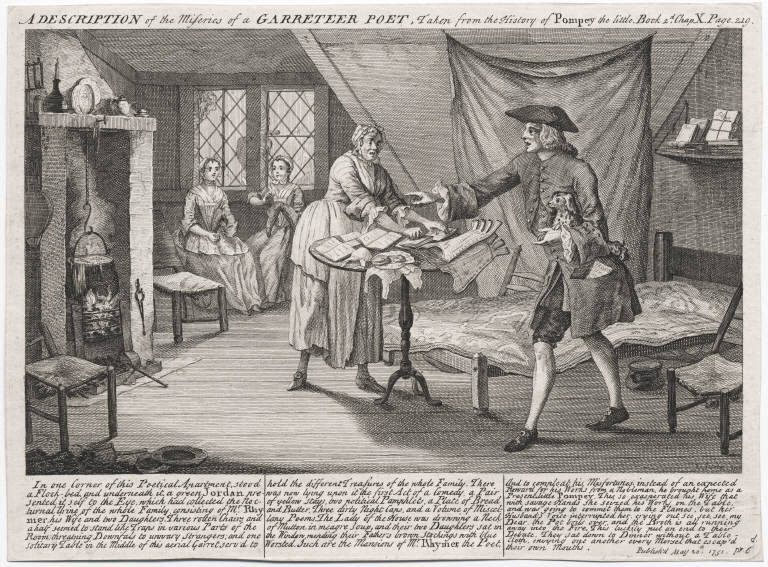
A description of the miseries of a garreteer poet, aus The History of Pompey the Little; or, The Life and Adventures of a Lap-Dog, 1. Auflage. 1751, 2. Buch, Kapitel 10, S. 219. Druck: John June

Francis Coventry macht sich in seinem Roman die scheinbar objektive Natur des Hundes zunutze, um der Gesellschaft den Spiegel vorzuhalten. Gleichzeitig karikiert er, indem er bereits zu Anfang seines Buches der Art seines Helden gewissermaßen höhere ethische Veranlagungen als die des Menschen zugesteht, die gerade im 18. Jahrhundert sich manifestierende Zeitgeisthaltung, die den Hund als Weggefährten, als „treuesten Begleiter“ oder gar „besseren Menschen“ unreflektiert überhöhte.

“And can we, without the basest ingratitude, think ill of an animal, that has ever honoured mankind with his company and friendship, from the beginning of the world to the present moment ? While all other creatures are in a state of enmity with us (…) Nor do they trouble us only with officious fidelity, and useless good-will, but take care to earn their livelihood by many meritorious services : they guard our houses, supply our tables with provision, amuse our leisure hours, and discover plots to the government. Nay, I have heard of a dog's making a syllogism ; which cannot fail to endear him to our two famous universities, where his brother-logicians are so honoured and distinguished for their skill in that useful science.”

Als literarische Gattung lässt sich das Buch laut Burkhard Meyer-Sickendick dem „mock-heroic epic“ zuordnen. Diese Gattung, die zunächst primär der Affektpoetik diente, beginnt lange nach der pseudo-homerischen „Batrachomyomachia“, also eine spöttischer Heldeneposparodie, in der Tiere (oder Gegenständen) menschliche Eigenschaften übertragen werden. Erste Beispiele in Europa sind Alessandro Tassonis La secchia rapita (1622), das daran anknüpfende Epos Le lutrin (1674) von Nicolas Boileau, sowie in England bei den satirischen Versepen The Rape of the Lock (1714) oder The Dunciad (1728) von Alexander Pope und der Prosasatire The Ballad of the Books (1704) von Jonathan Swift zu finden. The History of Pompey the little überträgt dabei die Stilmittel erstmals auf den Roman. Danach hat es in der zweiten Hälfte des 18. Jahrhunderts auch diverse deutschsprachige Adaptionen dieser Mittel gegeben, so zum Beispiel bei J. F. W. Zachariae (Der Renommiste, 1744), Johann Peter Uz (Der Sieg des Liebesgottes, 1753) und Joseph Franz Ratschky (Melchior Striegel, 1799).
„Im Unterschied zum pseudohomerischen Werk, das das klassische Epos und dessen Helden verspottet, indem es die großen Kämpfe der griechischen Sage ins Tierreich verlegt, entsteht der komisierende Effekt des mock-heroic epos (…) dadurch, daß die homerischen Formelemente auf einen niedrigen Gegenstand aus der zeitgenössischen Gegenwart übertragen werden. Man lacht also nicht über komische Tiere, sondern über die Ironisierung der zeitgenössischen Gesellschaft (…).“

## Ausgaben
- The History of Pompey the Little, or the Life and Adventures of a Lap-Dog. Mary Cooper, London 1751 (archive.org).
- Robert Adams Day (Hrsg.): The history of Pompey the Little : or, The life and adventures of a lap-dog. Oxford University Press, London / New York 1974.
  - Deutsche Übersetzung: Johann Friedrich Jünger: Der kleine Cäsar. Nach dem englischen des Coventry. Dykische Buchhandlung, Leipzig 1782 (books.google.de).
- The History of Pompey the Little. Cooke’s Edition 1799 (books.google.de).